# Relazioni proibite nell'ebraismo
Le relazioni proibite nell'Ebraismo (in ebraico איסורי ביאה‎?, Isurey bi'ah) sono quelle relazioni intime vietate dalle proibizioni della Torah e anche dalle ingiunzioni rabbiniche. Alcune di queste proibizioni - quelle elencate in Levitico 18, note col nome di Arayot in ebraico עריות‎? - sono considerate così gravi dalla Legge ebraica che uno deve piuttosto perdere la vita ma non trasgredirle. (Ciò non si applica alla vittima di stupro.) Questo è in contrasto con la maggior parte delle altre proibizioni, dove viene generalmente richiesto di trasgredire il comandamento quando una vita è in pericolo.

## Adulterio
Il settimo dei Dieci Comandamenti proibisce l'adulterio. (Esodo 20:12) È proibito all'uomo di avere relazioni sessuali con una donna sposata che non sia sua moglie. (Levitico 18:20, Levitico 20:10)

## Niddah
All'uomo non è permesso avere rapporti sessuali con una donna - inclusa sua moglie - mentre è nel periodo mestruale (Levitico 18:19), fino a dopo che lei abbia subito le corrette procedure di purificazione nella mikveh. Tale donna in mestruo viene chiamata niddah.

## Matrimoni misti
Matrimoni religiosi misti sono vietati nell'Ebraismo. Ci sono opinioni contrastanti tra i rabbini in merito a quando il divieto di rapporti sessuali con non-ebrei sia dalla Torah e quando sia rabbinica.

## Relazioni incestuose
Rapporti sessuali con certi parenti stretti sono proibiti. Sebbene siano generalmente chiamate "relazioni incestuose", la lista biblica non corrisponde necessariamente a quelle proibite da leggi statali. Le relazioni proibite sono:
- Madre (Levitico 18:7[9])
- Padre (Levitico 18:7[10])
- Matrigna (Levitico 18:8[11])
- Sorella paterna o materna (Levitico 18:9[12])
- Sorella paterna dalla moglie del padre (Levitico 18:11[13])
- Figlia (desunto da Levitico 18:10[14])
- Nipote (di nonni) (Levitico 18:10[15])
- Figliastra (una donna e sua figlia) (Levitico 18:17[16])
- Una donna e sua nipote (Levitico 18:17[17])
- Zia consanguinea (Levitico 18:12-13[18])
- Zio (fratello del padre) (Levitico 18:14[19])
- Zia (moglie del fratello del padre) (Levitico 18:14[20])
- Nuora (Levitico 18:15[21])
- Moglie del fratello (Levitico 18:16[22])
- Sorella della moglie durante la vita della moglie, anche se divorziata (Levitico 18:18[23])

Esistono tre liste bibliche, una nel Deuteronomio e due nel Libro del Levitico. Tali liste citano solo le relazioni con parenti femminili; escludendo il lesbismo, ciò implica che le liste sono dirette agli uomini. Dal momento che le liste descrivono le donne con le quali è vietato per un uomo avere un rapporto, implicano anche indirettamente una lista di uomini con i quali è vietato alla donna di avere una relazione. Questi elenchi si confrontano quindi come segue (blu = proibito ai soli uomini; rosa = vietato alle sole donne; viola = vietato sia agli uomini che alle donne):
|                                            |                                    |                                      | Levitico 18 | Levitico 20 | Deuteronomio |
| Coniuge di nonno/a (incluso altro nonno/a) |                                    |                                      |             |             |              |
| Coniuge di genitore                        | Coniuge di genitore                | Genitore                             |             |             |              |
| Coniuge di genitore                        | Coniuge di genitore                | Matrigno/a                           |             |             |              |
| Suocero/a                                  |                                    |                                      |             |             |              |
| Zio/Zia                                    | Figli di genitore                  | Figli di genitore                    |             |             |              |
| Zio/Zia                                    | Coniuge di zio/zia                 | Coniuge di fratello/sorella di padre |             |             |              |
| Zio/Zia                                    | Coniuge di zio/zia                 | Coniuge di fratello/sorella di madre |             |             |              |
| Figlio/a di genitore                       | Fratellastro/sorellastra (materni) | Fratellastro/sorellastra (materni)   |             |             |              |
| Figlio/a di genitore                       | Figlio/a di padre                  | Fratello/sorella                     |             |             |              |
| Figlio/a di genitore                       | Figlio/a di padre                  | Fratellastro/sorellastra (paterni)   |             |             |              |
| Fratellastro/sorellastra (acquisiti)       |                                    |                                      |             |             |              |
| Cognati (se il coniuge è ancora in vita)   |                                    |                                      |             |             |              |
| Nipote                                     | Figlio/a di fratello/sorella       | Figlio/a di fratello/sorella         |             |             |              |
| Nipote                                     | Nipoti acquisiti                   | Figlio/a di fratello di coniuge      |             |             |              |
| Nipote                                     | Nipoti acquisiti                   | Figlio/a di sorella di coniuge       |             |             |              |
| Figlio/a di coniuge                        | Figlio/a di coniuge                | Figlio/a                             |             |             |              |
| Figlio/a di coniuge                        | Figlio/a di coniuge                | Figliastro/a                         |             |             |              |
| Figli/a acquisito                          |                                    |                                      |             |             |              |
| Nipote di coniuge (inclusi i nipoti)       |                                    |                                      |             |             |              |

Una delle caratteristiche più notevoli di tutte le liste è che l'attività sessuale tra un uomo e sua figlia non è esplicitamente vietata, sebbene la prima relazione menzionata dopo il divieto levitico di sesso con "consanguineo/a" è quella del "tuo padre". Il Talmud afferma che questa assenza avviene perché la proibizione era ovvia, specialmente data la proscrizione contro la relazione con una nipote. Come nel caso della figlia di un uomo, le brevità della lista in 20 e in particolare quella del Deuteronomio, vengono spiegate dagli studiosi ebrei classici come dovuto all'ovvietà dei divieti mancanti.
A parte il caso dell'uomo che sposa sua figlia, la lista di Levitico 18 all'incirca riproduce le stesse regole seguite dalla cultura araba preislamica. Tuttavia, la maggioranza delle nazioni tribali disprezzavano i matrimoni esogami - matrimoni cioè con persone completamente estranee.
L'opinione dell'Ebraismo è che prima del dono della Torah sul Monte Sinai, alcuni dei divieti venivano applicati solo volontariamente. Così, in diversi casi importanti della Torah, le regole di incesto sono ignorate in favore del matrimonio con un parente stretto; si narra infatti che Giacobbe abbia sposato la sorella della sua prima moglie.

### Relazioni proibite rabbinicamente

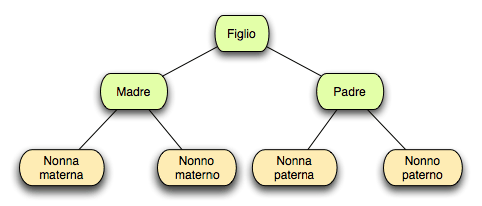
Albero genealogico

Oltre alle relazioni proibite agli ebrei biblicamente, i rabbini hanno aggiunto proibizioni relazionali aggiuntive in merito a rapporti intimi con parenti consanguinei e acquisiti. Tali proibizioni si chiamano "Shni'ot" (proibizioni secondarie). Tra queste si annoverano:
- nonna
- fratello
- bisnonna
- moglie del nonno
- moglie del bisnonno
- moglie del nipote

I bambini adottati che vengono allevati insieme non sono autorizzati a sposarsi a causa delle apparenze sociali, anche se non biologicamente correlati.
"Generalmente" proibita la "relazione" immorale tra donna e donna, anche se non "mature".

#### Gradi di parentela
|   |   | 0                  | 1             | 2                  | 3                  | 4                  |
| 0 | 0 | Progenitore comune | Figlio        | Nipote di nonno    | Bisnipote          | Trisnipote         |
| 1 | 1 | Figlio             | Fratello      | Zio                | Prozio             | Pro-prozio         |
| 2 | 2 | Nipote di nonno    | Nipote di zio | Cugino (I grado)   | Cugino (II grado)  | Cugino (III grado) |
| 3 | 3 | Bisnipote          | Pronipote     | Cugino (II grado)  | Cugino (III grado) | Cugino (IV grado)  |
| 4 | 4 | Trisnipote         | Pro-pronipote | Cugino (III grado) | Cugino (IV grado)  | Cugino (V grado)   |

N.B. Per ottenere il grado di parentela si somma il numero che corrisponde alla riga con quello che corrisponde alla colonna, in quanto indicano il grado di parentela diretta verso il progenitore comune. Per esempio i cosiddetti "primi cugini" sono parenti di 4º grado, in quanto nipoti di una stessa persona: cugino→zio→nonno→zio→cugino.

## Esclusioni dall'assemblea
La Bibbia esclude alcune categorie di persone dal partecipare alla Qahal (Assemblea) di Hashem. La tradizione ebraica ritiene che questa sia solo una limitazione sul matrimonio.

### Personaggi biblici
Alle persone di fede ebraica è proibito di sposare un convertito moabita e ammonita (Deuteronomio 23:4); o un convertito egiziano o edomita fino alla terza generazione dalla conversione (Deuteronomio 23:8-9).
I netiniti/gibeoniti sono proibiti per ingiunzione rabbinica.
Poiché le genti che attualmente vivono in quelle aree geografiche non sono discendenti dei popoli originari, tali divieti oggigiorno non si applicano.

### Mamzer
Il mamzer nella legge ebraica è un bambino risultante da una relazione adulterina o incestuosa. (Questa non è necessariamente la stessa definizione del "figlio naturale" di altre società, in quanto non include il bambino di due persone non altrimenti sposate.) Come mamzer egli/ella viene escluso/a dall'assemblea (Deuteronomio 23:03: "Il bastardo non entrerà nella comunità del Signore; nessuno dei suoi, neppure alla decima generazione, entrerà nella comunità del Signore."); il Talmud vieta il matrimonio tra l'ebreo ordinario e il mamzer. Tuttavia il/la mamzer può sposare un convertito o un altro mamzer, anche se il loro bambino viene poi a essere considerato un mamzer.

### Certi eunuchi
La tradizione ebraica proibisce anche il matrimonio con un uomo che è stato forzatamente evirato; il termine greco spadones, che viene utilizzato per riferirsi a queste persone, si trova nel Septuaginta per indicare alcuni funzionari politici stranieri (che assomigliano alla definizione e significato di eunuco). La proibizione ebraica non include uomini che sono nati senza testicoli visibili (tra cui le condizioni di criptorchidismo), o senza un pene visibile (tra cui le condizioni di ermafroditismo). Esiste una controversia, anche nell'Ebraismo tradizionale, se questo gruppo proibito di uomini debba includere quelli che sono diventati evirati a un certo punto dalla loro vita, come risultato di una malattia.

## Regole speciali per i sacerdoti
I sacerdoti israeliti (kohanim) hanno il divieto di sposare:
- divorziate[40]
- convertite
- una donna che ha avuto certe relazioni sessuali proibite; tale donna è chiamata zonah nella Torah - 21:7[45]
- una donna nata da relazioni proibite di un kohen (chiamata chalalah - 21:7[46])
- donne catturate durante attività belliche[47][48]
- una vedova il cui cognato si rifiuta di applicare il matrimonio levirato e conseguentemente viene celebrata la cerimonia di Halitzah (dove il cognato viene liberato dall'obbligo di sposarla).[49]

Alcune di queste proibizioni sono bibliche, altre rabbiniche.
Anche al Kohen Gadol (Sommo Sacerdote) e proibito di sposare una vedova (Levitico 21:14). Sono inoltre vietati i rapporti sessuali con una vedova al di fuori del matrimonio (Levitico 21:15). Il Kohen Gadol è tenuto a sposare una fanciulla vergine (Levitico 21:13). Tuttavia, se egli fosse già sposato con una donna altrimenti consentita a un Kohen, ed è stato in seguito elevato al sommo sacerdozio, egli può rimanere sposato tale donna.

## Omosessualità e bisessualità

### Opinione dell'Ebraismo ortodosso
L'Ebraismo ortodosso interpreta (Levitico 18:22) come divieto per un uomo di giacere con un altro uomo nel modo in cui lo farebbe con una donna, e chiama tale relazione un abominio (Levitico 18:14 - specificamente vieta tali rapporti con il proprio padre o zio)
Esistono tre motivazioni che i rabbini forniscono per spiegare tale proibizione tra uomini presente nella Legge ebraica:
1. È inconciliabile con l'anatomia sessuale, in contrasto con l'intenzione divina di procreazione e attività sessuale.
2. La risultante eccitazione sessuale coinvolge una vana emissione di sperma
3. Può portare l'uomo ad abbandonare la sua famiglia.

Non esiste alcun divieto esplicito nella Torah contro il rapporto sessuale tra due donne, ma la Legge ebraica lo proibisce sotto la categoria di "attività dell'Antico Egitto" (cfr. Levitico 18:3). Tuttavia non viene considerato adulterio e non vieta la donna al kohen.

### Opinione dell'Ebraismo conservatore
Il Comitato per la Legge e gli Standard Ebraici dell'Ebraismo conservatore ha convalidato diversi approcci all'omosessualità e alla bisessualità, con un parere che è simile alla posizione ortodossa in molti aspetti e un altro parere che permette molte forme di sesso e relazioni omosessuali, mentre continua a considerare vietato il rapporto anale tra uomini.
Nel giugno 2012, la branca statunitense dell'Ebraismo conservatore ha approvato formalmente le cerimonie di matrimonio unisessuale con votazione 13-0.

### Opinione dell'Ebraismo riformato
L'Ebraismo riformato interpreta 18:22 come proibizione agli uomini di usare il sesso come una forma di possesso su altri uomini. Autori ebrei riformati hanno rivisitato il testo di Levitico, chiedendosi perché il testo menzioni che non si debba giacere con un uomo "come con una donna". Se è da ritenere che la Torah non sprechi parole, gli autori si chiedono perché la Torah comprenda questa clausola supplementare. La maggior parte degli ebrei riformati suggeriscono che, dato che il rapporto sessuale coinvolge "possesso" (uno dei modi in cui un uomo 'acquisiva' una moglie era quello di avere un rapporto sessuale con lei), simile alla teologia cristiana di usare il sesso per 'consumare' un matrimonio, era aberrante che un uomo potesse acquisire un altro uomo - non è l'atto del rapporto omosessuale in sé che è ripugnante, ma l'usare questo atto per acquisire un altro uomo, e quindi confondere il limite tra i due sessi.

## Bestialismo
Uomini e donne hanno il divieto di praticare il bestialismo. (Levitico 18:23) Viene considerato un abominio secondo la Torah.

## Gioventù
Piuttosto che essere visto come un semplice espediente letterario per descrivere rapidamente il popolamento della terra, l'istruzione biblica "Siate fecondi e moltiplicatevi, riempite la terra" è stata interpretata dai rabbini classici come un'affermazione che è dovere di ogni ebreo maschio di sposarsi il più presto possibile. Diversi rabbini talmudisti sollecitavano che la prole si dovesse sposare non appena avesse raggiunto l'età media della pubertà, considerata verso i 14 anni di età; tuttavia, veniva rigorosamente vietato, dalla letteratura rabbinica classica, che i genitori permettessero ai loro figli a sposarsi prima che la prole avesse raggiunto tale età. Nonostante la bassa soglia, i matrimoni con grande differenza di età tra i coniugi (ad esempio, tra un giovane uomo e una donna anziana) venivano decisamente opposti da parte dei rabbini classici.
I rabbini classici stimavano 18 anni come età ideale per sposarsi, e chiunque si sposasse dopo l'età di venti anni si diceva fosse maledetto da Dio; i tribunali rabbinici cercavano frequentemente di spingere la persona a sposarsi, se aveva superato i 20 anni senza averlo fatto. Ciononostante i rabbini classici consideravano lo studio della Torah come ragione valida per rimanere celibi, sebbene solo raramente reputavano favorevolmente un celibato che si estendesse per tutta la vita. Poiché i rabbini classici vedevano il matrimonio come un dovere derivante dall'istruzione "Siate fecondi e moltiplicatevi", credevano anche che questo dovere del matrimonio terminasse una volta il marito aveva generato un figlio e una figlia; nonostante questo, sostenevano anche che nessun uomo dovesse vivere senza moglie anche dopo aver avuto diversi figli.

### Consenso
La prole però non era considerata avesse l'età giusta per prendere una decisione informata e quindi non poteva acconsentire al matrimonio indipendentemente, sebbene il matrimonio di una giovane figlia fosse ancora ammissibile se il padre acconsentiva, che la figlia acconsentisse o meno; se il padre era morto, tale consenso poteva essere dato dalla madre, o dai fratelli, ma in quest'ultimo caso la ragazza poteva annullare il matrimonio quando avesse raggiunto la "normale" età della pubertà (12 anni), se avesse voluto.
Anche i ritardati mentali e i sordomuti erano considerati dalla Legge ebraica come incapaci di dare il consenso; in verità, il matrimonio con tali persone era proibito. Tuttavia i rabbini permettevano ai sordomuti di sposarsi tra di loro.